# Pallacanestro Varese 2001-2002
Questa voce raccoglie le informazioni riguardanti la Pallacanestro Varese nelle competizioni ufficiali della stagione 2001-2002.

## Stagione
La stagione 2001-2002 della Pallacanestro Varese sponsorizzata Metis, è la 54ª nel massimo campionato italiano di pallacanestro, la Serie A.
All'inizio della nuova stagione la Lega Basket decise che le società italiane potevano tesserare fino a sette giocatori stranieri, con anche la caduta della distinzione tra giocatori comunitari ed extracomunitari.

## Roster
Aggiornato al 20 dicembre 2021.
| Metis Varese 2001-02 | Metis Varese 2001-02 |
| Giocatori            | Staff tecnico        |
| -------------------- | -------------------- |

| N. | Naz.                   | Ruolo | Nome                     | Anno | Alt.   | Peso   |  |
| -- | ---------------------- | ----- | ------------------------ | ---- | ------ | ------ |  |
| 4  | Stati Uniti (bandiera) | AC    | DeMarco Johnson          | 1975 | 205 cm | 111 kg |  |
| 4  | Stati Uniti (bandiera) | G     | Miles Simon              | 1975 | 192 cm | 90 kg  |  |
| 5  | Stati Uniti (bandiera) | AP    | Schin Kerr               | 1973 | 203 cm | 97 kg  |  |
| 6  | Italia (bandiera)      | PG    | Alessandro Davolio       | 1975 | 188 cm | 90 kg  |  |
| 7  | Italia (bandiera)      | AC    | Paolo Conti              | 1969 | 208 cm | 101 kg |  |
| 8  | Italia (bandiera)      | A     | Francesco Vescovi (C)    | 1964 | 200 cm | 100 kg |  |
| 9  | Croazia (bandiera)     | P     | Vladimir Krstić          | 1972 | 184 cm |        |  |
| 10 | Italia (bandiera)      | G     | Giorgio Borghi           | 1978 | 194 cm |        |  |
| 11 | Stati Uniti (bandiera) | AP    | Derrek Hamilton          | 1966 | 200 cm | 95 kg  |  |
| 12 | Stati Uniti (bandiera) | PG    | Drew Barry               | 1973 | 196 cm | 87 kg  |  |
| 13 | Italia (bandiera)      | AC    | Christian Di Giuliomaria | 1979 | 209 cm | 108 kg |  |
| 14 | Italia (bandiera)      | C     | Cristiano Zanus Fortes   | 1971 | 206 cm | 112 kg |  |
| 17 | Italia (bandiera)      | P     | Gianmarco Pozzecco       | 1972 | 180 cm | 74 kg  |  |
| 18 | Italia (bandiera)      | C     | Francesco Conti          | 1983 | 206 cm | 101 kg |  |
| 19 | Croazia (bandiera)     | C     | Davor Pejčinović         | 1971 | 211 cm |        |  |
| 20 | Stati Uniti (bandiera) | C     | Karim Shabazz            | 1978 | 216 cm | 104 kg |  |
| -  | Italia (bandiera)      | G     | Tommaso Gergati          | 1983 | 184 cm |        |  |

| Allenatore |
| - Giancarlo Sacco (fino al 29 ottobre) - Edoardo Colombo (dal 29 ottobre fino al 5 febbraio) - Gregor Beugnot (dal 6 febbraio) |
| Assistente/i |
| - Edoardo Colombo (fino al 29 ottobre) - Edoardo Rusconi Legenda - (C) Capitano - (IN) Inattivo - Infortunato                  |

## Mercato

### Sessione estiva
| Acquisti | Acquisti        | Acquisti        | Acquisti      | Acquisti |
| R.a      | Nome            | da              | Modalità      |          |
| -------- | --------------- | --------------- | ------------- | -------- |
| AP       | Schin Kerr      | Loyola Ramblers | definitivo    |          |
| AC       | Paolo Conti     | Free agent      | definitivo    |          |
| AP       | Derrek Hamilton | Iraklio Creta   | definitivo    |          |
| AC       | DeMarco Johnson | V.L. Pesaro     | definitivo    |          |
| C        | Karim Shabazz   | Unia Tarnów     | definitivo    |          |
| G        | Giorgio Borghi  |                 | definitivo    |          |
| P        | Saša Knežević   | Pall. Roseto    | fine prestito |          |

| Cessioni | Cessioni          | Cessioni           | Cessioni       | Cessioni |
| R.       | Nome              | a                  | Modalità       |          |
| -------- | ----------------- | ------------------ | -------------- | -------- |
| C        | Albert Burditt    | Pall. Reggiana     | fine contratto |          |
| GA       | Denis Wucherer    | Würzburg Baskets   | fine contratto |          |
| AG       | Marco Allegretti  | C.S. Borgomanero   | prestito       |          |
| PG       | Geno Carlisle     | Estudiantes        | fine contratto |          |
| C        | Roberto Cazzaniga | Pall. Pavia        | fine contratto |          |
| C        | Tim Nees          | ASVEL              | fine contratto |          |
| P        | Saša Knežević     | Traiskirchen Lions | prestito       |          |

### Dopo l'inizio della stagione
| Acquisti | Acquisti         | Acquisti         | Acquisti      | Acquisti   |
| R.       | Nome             | da               | Data          | Modalità   |
| -------- | ---------------- | ---------------- | ------------- | ---------- |
| PG       | Drew Barry       | Free agent       | ottobre 2001  | definitivo |
| P        | Vladimir Krstić  | Pau-Orthez       | novembre 2001 | definitivo |
| C        | Pavel Podkol'zin | Lok. Novosibirsk | dicembre 2001 | definitivo |
| C        | Davor Pejčinović | Budućnost        | gennaio 2002  | definitivo |
| G        | Miles Simon      | Dakota Wizards   | aprile 2002   | definitivo |

| Cessioni | Cessioni        | Cessioni       | Cessioni        | Cessioni    |
| R.       | Nome            | a              | Data            | Modalità    |
| -------- | --------------- | -------------- | --------------- | ----------- |
| G        | Tommaso Gergati |                | 31 ottobre 2001 | rescissione |
| AC       | DeMarco Johnson | V.L. Pesaro    | 7 gennaio 2001  | rescissione |
| PG       | Drew Barry      | Celana Bergamo | 18 gennaio 2001 | rescissione |